# Irma Rewell
Irma Lahja Rewell, född 28 december 1929 i Kaustby, död 13 februari 2010 i Vasa, var en finländsk sångerska. 
Rewell avlade gymnastiklärarexamen 1954 och var lektor vid ett finskspråkigt läroverk i Vasa från 1956. Hon bedrev musikstudier bland annat i Salzburg och vid operaakademin i Siena. Hon grundade 1956 Vasa opera, och innehade själv ett stort antal opera- och operetthuvudroller, däribland Carmen och Tosca. Hon tillhörde Vasa stadsfullmäktige 1969–1992 och erhöll talrika förtroendeuppdrag inom musik och konstliv. Hon var ordförande för Operaförbundet i Finland 1970–1972 och erhöll professors titel 1988.